# Faramondo
Faramondo (título original en italiano; en español, Faramundo, HWV 39) es una ópera en tres actos con música de Georg Friedrich Händel y libreto en italiano adaptado del Faramondo de Apostolo Zeno.
Se estrenó en el King's Theatre de Londres el 3 de enero de 1738. Hubo 8 representaciones y no volvió a reponerse. La primera producción moderna fue en Halle el 5 de marzo de 1976. Una traducción al inglés, por Bruce Wetmore (arias) y Guy Pugh (recitativos) se estrenó en una representación de la Handel Opera Company en Berkeley (California) el 23 de febrero de 1985. Actualmente es muy poco representada; en las estadísticas de Operabase aparece con sólo 3 representaciones en el período 2005-2010.